# Зернешть (комуна)
Зернешть, Зернешті (рум. Zărnești) — комуна у повіті Бузеу в Румунії. До складу комуни входять такі села (дані про населення за 2002 рік):
- Ваду-Сорешть (1482 особи)
- Зернешть (1133 особи)
- Комісоая
- Прунень (485 осіб)
- Фундень (2431 особа) — адміністративний центр комуни

Комуна розташована на відстані 113 км на північний схід від Бухареста, 16 км на північ від Бузеу, 91 км на захід від Галаца, 106 км на схід від Брашова.

## Населення
За даними перепису населення 2002 року у комуні проживала 5531 особа.
Національний склад населення комуни:
| Національність | Кількість осіб | Відсоток |
| -------------- | -------------- | -------- |
| румуни         | 5039           | 91,1%    |
| цигани         | 490            | 8,9%     |
| угорці         | 2              | < 0,1%   |

Рідною мовою назвали:
| Мова      | Кількість осіб | Відсоток |
| --------- | -------------- | -------- |
| румунська | 5526           | 99,9%    |
| циганська | 3              | 0,1%     |
| угорська  | 2              | < 0,1%   |

Склад населення комуни за віросповіданням:
| Релігія                                       | Кількість осіб | Відсоток |
| --------------------------------------------- | -------------- | -------- |
| православні                                   | 5521           | 99,8%    |
| римо-католики                                 | 7              | 0,1%     |
| реформати                                     | 1              | < 0,1%   |
| лютерани (Синодально-пресвітеріанська церква) | 1              | < 0,1%   |
| лютерани                                      | 1              | < 0,1%   |